# 鳥居弘克
鳥居 弘克（とりい ひろかつ、1964年3月28日 - ）は、日本の建築家。
静岡県出身。静岡県立天竜林業高等学校〜文化学院卒業。
1986年、文化学院卒業後、西野建築研究所〜黒川紀章建築都市設計事務所〜アトリエ ティープラスを経て、2002年アトリエ イーブン・イフを立ち上げる。
住宅やインテリアの作品が多く、主な作品に、「西東京市A邸」「静岡M邸」「杉並TI邸」などがある。

## 略歴
- 静岡県春野町（現浜松市天竜区）に生まれる。
- 天竜林業高校建築科〜文化学院建築科卒業。
- 西野建築研究所〜黒川紀章建築都市設計事務所〜アトリエ ティープラス。
- 2002年、アトリエ イーブン・イフを港区赤坂に同志三人で設立。
- WATアソシエイツ。
- 一級建築士、東京建築士会会員。